# Tasiocera cervicula
Tasiocera cervicula är en tvåvingeart som beskrevs av Alexander 1925. Tasiocera cervicula ingår i släktet Tasiocera och familjen småharkrankar. Inga underarter finns listade i Catalogue of Life.